# Landdinger
Landdinger war ein Verwalter eines Amtes im Herzogtum Berg, meist der Gerichtsvorsitzende des Amtes. Dieser vertrat den Amtmann, der oft auf seinem auswärtigen Rittersitz weilte.